# Igor Talkow
Igor Władimirowicz Talkow (ros. Игорь Владимирович Тальков, ur. 4 listopada 1956 w Griecowce, w obwodzie tulskim, zm. 6 października 1991 w Petersburgu) – rosyjski antysowiecki piosenkarz rockowy, poeta i aktor. Jako pierwszy w Związku Radzieckim zaczął śpiewać na tematy religijne. Twórczość Talkowa charakteryzuje się postawą antysowiecką i sentymentem za Imperium Rosyjskim. Wystąpił także jako aktor w kilku filmach. Został zamordowany w niewyjaśnionych dotąd okolicznościach tuż przed wystąpieniem na koncercie w Petersburgu, na terenie Jubileuszowego Pałacu Sportu. We współczesnej Rosji jest ikoną patriotyzmu i rosyjskości. Został pochowany na moskiewskim cmentarzu Wagańkowskim.

## Dyskografia
- Ten świat (Etot mir)
- Nostalgia
- Wrócę (Ja wiernuś)
- Moja miłość (Moja lubow')
- Powołanie (Prizwanije)
- Ostatni koncert (Poslednij koncert)